# Юнацька збірна Іспанії з футболу (U-15)
Юнацька збірна Іспанії з футболу (U-15) (ісп. Selección de fútbol sub-15 de España) — національна футбольна збірна Іспанії, у складі якої можуть виступати іспанські футболісти у віці 15 років та молодше. Керівництво командою здійснює Королівська іспанська футбольна федерація. Збірна бере участь у товариських і регіональних змаганнях.
Формує найближчий кадровий резерв для основної юнацької збірної, команди до 17 років, яка може кваліфікуватися на Юнацький чемпіонат Європи з футболу (U-17).